# Parkesburg, Pennsylvania
Parkesburg là một thị trấn thuộc quận Chester, tiểu bang Pennsylvania, Hoa Kỳ. Năm 2010, dân số của thị trấn này là 3593 người.